# Daniel Chrupcała
Daniel Chrupcała, właśc. Lesław Chrupcała, OFM (ur. 13 lutego 1963 w Jarosławiu) – polski teolog, biblista, kapłan katolicki, franciszkanin.

## Życiorys
O. Chrupcała pochodzi z Jarosławia na Podkarpaciu. Urodził się w rodzinie Mieczysława i Genowefy zd. Kukla. W latach 1977–1980 uczęszczał do Niższego Seminarium Duchownego OO. Franciszkanów w Wieliczce. Przedmaturalny rok ukończył w Liceum im. Mikołaja Kopernika w Jarosławiu. Po zdaniu egzaminu dojrzałości w 1981 roku wstąpił do Zakonu Braci Mniejszych w krakowskiej Prowincji Matki Bożej Anielskiej. Po odbyciu rocznego nowicjatu złożył pierwsze śluby 12 września 1982. W latach 1982–1984 studiował filozofię w Instytucie Teologicznym w Krakowie. Następnie został wysłany na studia teologiczne do Międzynarodowego Studium Teologicznego w Jerozolimie. Śluby wieczyste złożył 16 października 1986. Po obronieniu pracy magisterskiej przyjął święcenia kapłańskie 29 czerwca 1988.
Pozostał na misjach w Kustodii Ziemi Świętej, która umożliwiła mu kontynuację studiów teologicznych z zakresu Pisma Świętego we Franciszkańskim Studium Biblijnym w Jerozolimie (1988–1990). Po zdobyciu licencjatu z teologii biblijnej o. Chrupcała doktoryzował się z teologii dogmatycznej w rzymskim Antonianum w 1993 roku. Po ukończeniu studiów doktoranckich został wykładowcą w seminarium duchownym Kustodii Ziemi Świętej w Jerozolimie. W latach 2002–2008 był rektorem Międzynarodowego Studium Teologicznego w Klasztorze Najświętszego Zbawiciela w Jerozolimie. W latach 1993–2004 pełnił również funkcję przełożonego Terra Sancta College. 6 kwietnia 2001 otrzymał nominację na profesora nadzwyczajnego Papieskiego Uniwersytetu Antonianum, a 27 marca 2008 na profesora zwyczajnego tegoż uniwersytetu.
Oprócz pracy wykładowczej o. Chrupcała prowadzi badania z zakresu teologii biblijnej, przede wszystkim dotyczące Dzieła Łukasza (pojęcie Królestwo Boże). Publikuje na łamach obcojęzycznych periodyków specjalistycznych – Liber Annuus oraz Antonianum. Pisze również artykuły popularnonaukowe do kwartalnika Ziemia Święta, wydawanego przez polski Komisariat Ziemi Świętej. Jego najważniejsze
publikacje to: Il regno opera della Trinità nel vangelo di Luca (1998), The Kingdom of God. A Bibliography of 20th Century Research (2007), Everyone Will See the Salvation of God. Studies in Lukan Theology (2015). W Polsce ukazało się też kilka jego pozycji książkowych dotyczących Ziemi Świętej i środowiska powstania Pisma Świętego. Ponadto redagował bądź współredagował kilka książek angielskojęzycznych w seriach naukowych Studium Biblicum Franciscanum: One Land – Many Cultures. Archaeological Studies in Honour of Stanislao Loffreda ofm (2003), Christ is Here! Studies in Biblical and Christian Archaeology in Memory of Michele Piccirillo, ofm (2012), Rediscovering John. Essays on the Fourth Gospel in Honour of Frédéric Manns (2013), Knowledge and Wisdom. Archaeological and Historical Essays in Honour of Leah Di Segni (2014). Aktualnie (od 2011) jest redaktorem naczelnym czasopisma naukowego Liber Annuus.
O. Daniel Chrupcała zna włoski, francuski, hiszpański i angielski. Zakonnik mieszka w Jerozolimie, jest członkiem wspólnoty przy klasztorze Biczowania na Via Dolorosa przy siedzibie Studium Biblicum Franciscanum.

## Wybrana bibliografia zakonnika
- Il regno opera della Trinità nel vangelo di Luca. Jerozolima: Franciscan Printing Press, 1998, seria: Analecta 45. Brak numerów stron w książce
- Królestwo Boże w trynitarnej wizji Łukasza. Kraków: Fundacja Komisariat Ziemi Świętej, 2000, seria: Biblioteka Ziemi Świętej. ISBN 83-912251-1-9. Brak numerów stron w książce
- Betlejem − Kolebka Mesjasza. Kraków: Fundacja Komisariat Ziemi Świętej, 2003, seria: Biblioteka Ziemi Świętej. ISBN 83-912251-4-3. Brak numerów stron w książce
- Nazaret − kwiat Galilei. Kraków: Fundacja Komisariat Ziemi Świętej, 2003, seria: Biblioteka Ziemi Świętej. ISBN 83-912251-4-3. Brak numerów stron w książce
- The kingdom of God. A bibliography of 20th century research. Jerusalem: Franciscan Printing Press, 2007, seria: Analecta 69. ISBN 965-516-072-6. Brak numerów stron w książce
- Jerozolima − miasto nadziei. Kraków: Fundacja Komisariat Ziemi Świętej, 2008, seria: Biblioteka Ziemi Świętej. ISBN 978-83-912251-6-5. Brak numerów stron w książce
- Franciszkański symbol tau. „Ziemia Święta”. 1(53), s. 36–39, 2008. ISSN 1233-5733.
- Refleksja nad abstynencją. „Ziemia Święta”. 2(54), s. 40–43, 2008. ISSN 1233-5733.
- Apostoł Narodów. „Ziemia Święta”. 3(55), s. 8-11, 2008. ISSN 1233-5733.
- Chrystus jest naszym pokojem. „Ziemia Święta”. 4(56), s. 40–44, 2008. ISSN 1233-5733.
- Ramallah. „Ziemia Święta”. 1(57), s. 32–35, 2009. ISSN 1233-5733.
- Św. Maria Magdalena. „Ziemia Święta”. 2(58), s. 45-52, 2009. ISSN 1233-5733.
- Józef Flawiusz. „Ziemia Święta”. 3(59), s. 45-52, 2009. ISSN 1233-5733.
- Dotan. „Ziemia Święta”. 4(60), s. 8–11, 2009. ISSN 1233-5733.
- Koniec mitu heroicznej Masady?. „Ziemia Święta”. 1(61), s. 12–15, 2010. ISSN 1233-5733.
- Pseudoarcheologia. „Ziemia Święta”. 2(62), s. 45–52, 2010. ISSN 1233-5733.
- Izajasz, książę proroków. „Ziemia Święta”. 1(65), s. 8–11, 2011. ISSN 1233-5733.